# Shadows of the Damned
Shadows of the Damned est un jeu vidéo de type action et survival horror développé par Grasshopper Manufacture et édité par Electronic Arts en juin de l'année 2011 sur PlayStation 3 et Xbox 360.

## Synopsis
Garcia Hotspur est un chasseur de démon.

## Système de jeu
Ce jeu est un jeu de tir à la troisième personne.

## Développement
Ce projet a été développé par les producteurs/concepteurs Shinji Mikami (producteur de la série Resident Evil) et Goichi Suda, alias Suda 51 (concepteur de Killer7). La bande son générale et les musiques sont composées par Akira Yamaoka, compositeur attitré de la série Silent Hill.
Une première bande-annonce est diffusée lors du TGS 2010.